# Gerlinde Kaltenbrunner
Pour les articles homonymes, voir Kaltenbrunner.
Gerlinde Kaltenbrunner, née le 13 décembre 1970, est une alpiniste autrichienne.
Elle est devenue la première femme à avoir gravi les quatorze sommets de plus de 8 000 mètres d'altitude sans assistance respiratoire et sans porteur après avoir atteint le sommet de l'Everest le 24 mai 2010 puis le K2 le 23 août 2011 après six tentatives infructueuses sur cette montagne.
La Sud-Coréenne Oh Eun-sun et l'Espagnole Edurne Pasaban, qui ont toutes deux gravi les 14 sommets de plus de huit mille mètres, ont en effet utilisé à deux reprises de l'oxygène artificiel au cours de leurs ascensions. La Sud-Coréenne Go Mi Sun est quant à elle décédée en descendant le Nanga Parbat, son onzième 8 000.

## Biographie
Gerlinde Kaltenbrunner est infirmière de formation, elle devient alpiniste professionnelle après avoir gravi cinq des plus hauts sommets himalayens.